# Aeroportul Internațional Port Sudan New
Aeroportul Internațional Port Sudan New (IATA: PZU, ICAO: HSPN) este un aeroport din Sudan ce deservește zona Port Sudan. A fost numit după zona deservită.
Situat la o altitudine de 43 m, aeroportul dispune de 1 pistă.

## Infrastructură

### Piste
Aeroportul dispune de o singură pistă. Pista 16/34 are suprafața de asfalt și dimensiunile 2.500 m × 45 m. 